# Capela dos Ossos (Faro)
Die Capela dos Ossos (Knochenkapelle) ist ein Beinhaus in Faro in Portugal, das zur Barockkarmeliterkirche Nossa Senhora do Carmo aus dem 18. Jahrhundert gehört.

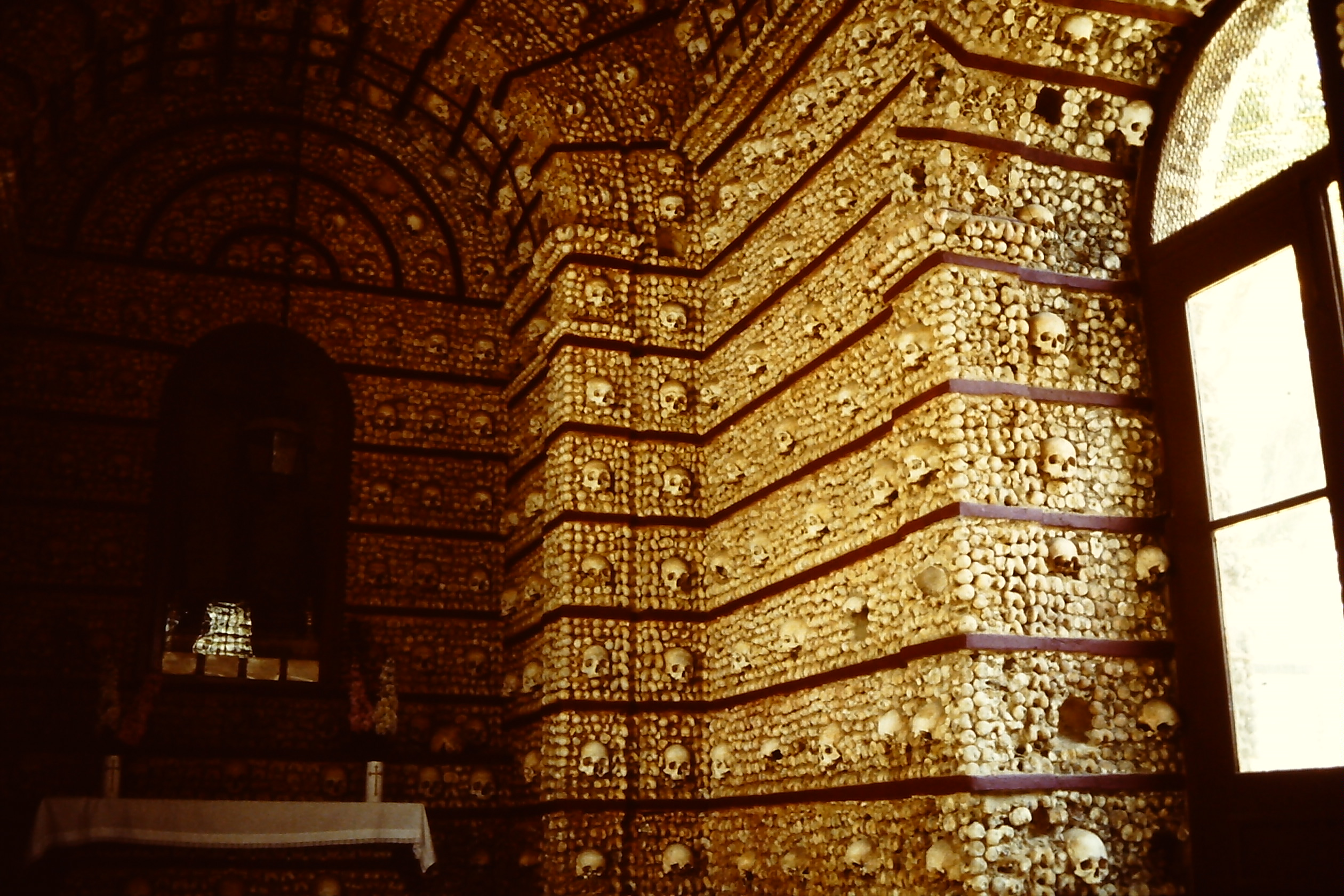
Capela dos Ossos

Über dem Eingang ist die Inschrift zu lesen:
Pára aqui a considerar que a este estado hás-de chegar
in etwa:
Halte einen Moment inne, und bedenke, dass Du diesen Zustand erreichen wirst.
Die etwa 4 mal 6 Meter große Kapelle wurde mit den Gebeinen von mehr als 1000 Mönchen aus dem Karmeliterorden gebaut und 1816 eingeweiht. Sie befindet sich innerhalb des Klostergartens der Kirche und besteht u. a. aus 1245 Schädeln.